# 유엔 대학교
유엔 대학교(영어: United Nations University) 또는 국제연합 대학(일본어: 国際連合大学 고쿠사이 렌고 다이가쿠[*])은 인류의 존속과 발전, 복지에 관한 세계 문제를 연구하기 위한 싱크탱크이자 대학원대학이다. 일본 도쿄도 시부야구에 있으며 외교상 유엔 기관이다.
2010년 이래로 석사 및 박사 학위 과정을 제공한다. 유엔 대학교는 또한 유엔을 전 세계의 학술 기관 및 정치인들과 연계시키는 데 일조한다.

## 역사
1969년에 당시 유엔 사무총장이었던 우 딴은 '완전히 세계적이고, 평화와 번영을 향한 유엔 헌장의 목표를 위해 힘쓸 유엔 대학교의 설립'을 제안했다. 세 차례의 유엔 총회에서 관련 내용을 논의한 끝에 1972년 12월에 유엔 대학교의 설립을 의결했다. 일본국 정부가 유엔 대학교 기금으로 1억 달러를 내놓을 것을 약속했기 때문에 장소는 도쿄도로 결정됐다.
유엔 대학교는 1976년에 일본이 유엔과 대학교 부지 협정을 맺은 뒤에 정식으로 운영됐다.
2009년 12월에 유엔 총회에서 유엔 대학교 헌장을 고치고 유엔 대학교에 석사 및 박사 학위와 디플로마 등을 수여할 수 있는 권한을 부여했다. 2010년 7월 일본은 학교교육법 시행규칙과 대학원 설치기준, 전문직대학원 설치기준을 일부 개정했고, 이에 따라 유엔 대학교의 과정은 일본의 대학원과 같은 교육 과정으로 인정받게 됐다.
2013년 유엔 대학교 지속 가능성과 평화 연구소는 일본 문부과학성 소관의 대학개혁지원·학위수여기구와 협력해 학위 과정을 인증받을 것이라고 밝혔다. 2015년 4월에 유엔 대학교 지속 가능성과 평화 연구소는 대학개혁지원·학위수여기구로부터 정식 인증을 받은 최초의 국제 기관이 됐다.
2014년 유엔 대학교는 마스트리흐트 대학교와 함께 정책학 및 인간발달 공동 석사 과정을 개시했다.

## 캠퍼스
도쿄도의 캠퍼스는 단게 겐조가 설계했으며 일본 정부가 1992년 6월 30일에 유엔 대학교 측에 넘겨주었다.